# Chiesa di San Martino a Gonfienti
La chiesa di San Martino a Gonfienti si trova a Gonfienti, frazione del comune di Prato.
Di antica origine, fu ricostruita nel Duecento e trasformata fra il Settecento e l'Ottocento. Nel semplice interno sono conservate due pale del XV  e XVII secolo, dell'ambito del Balducci e di Giovan Pietro Naldini.

## Immagini della chiesa

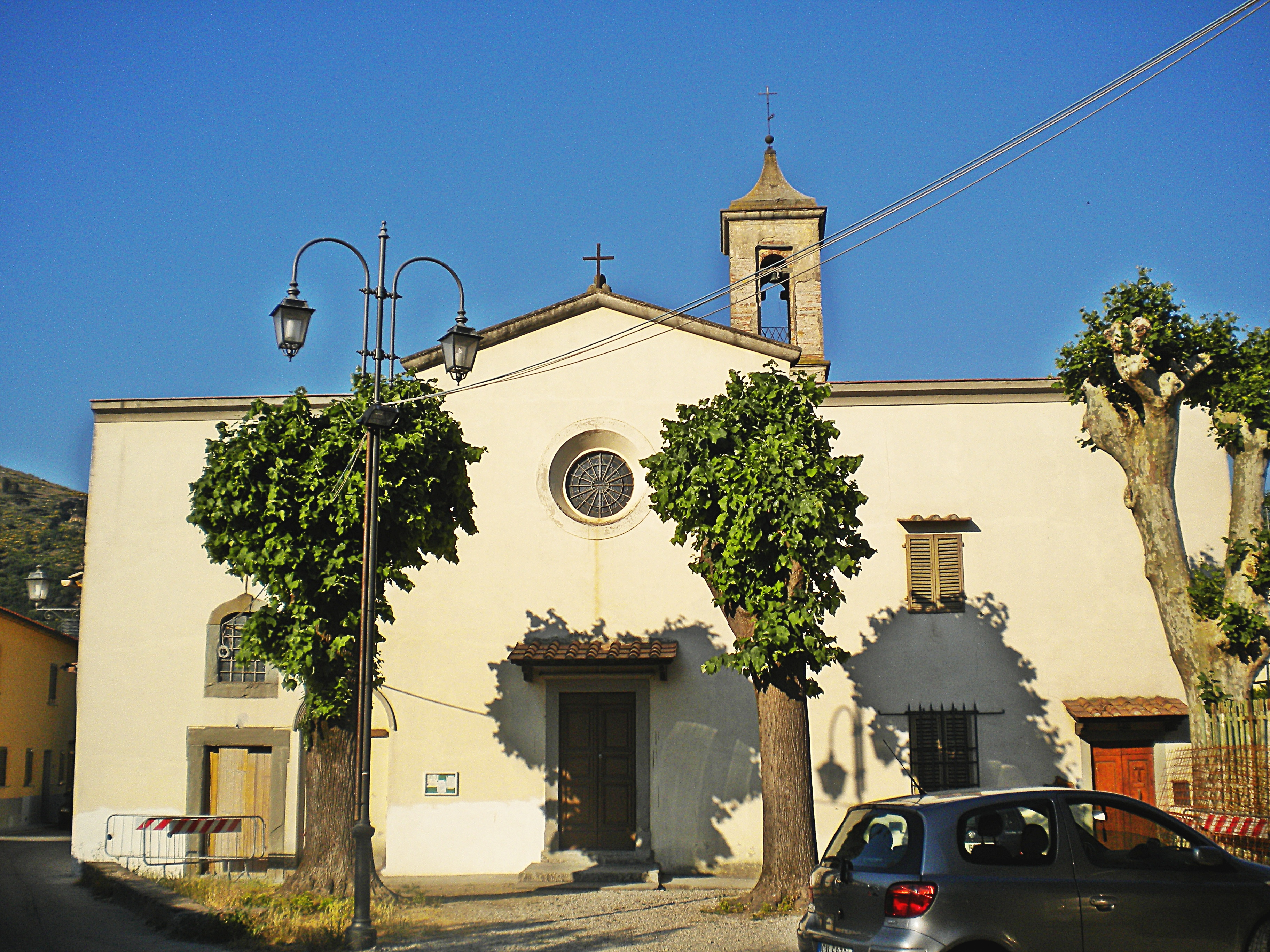
Facciata
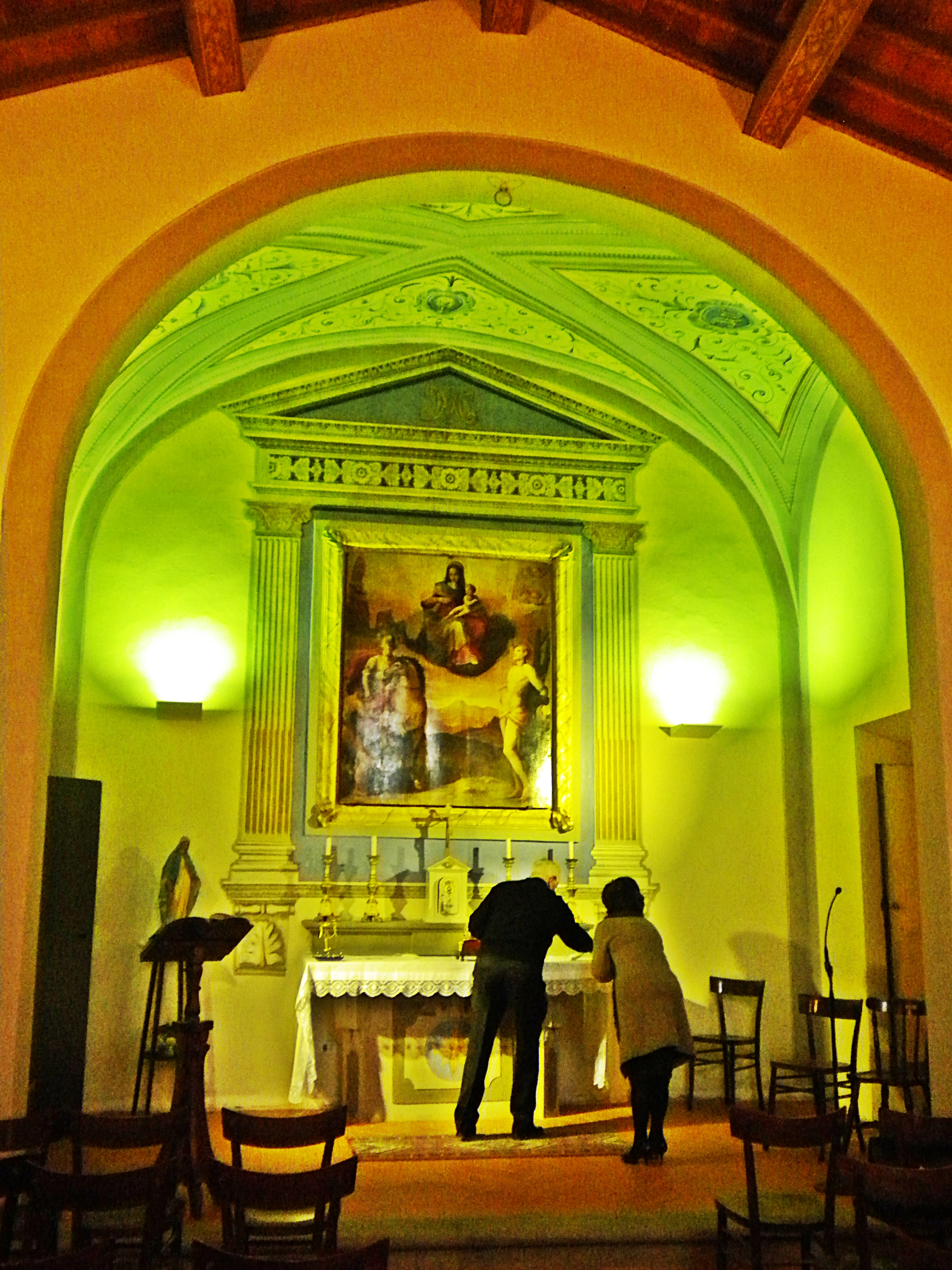
Oratorio della Compagnia
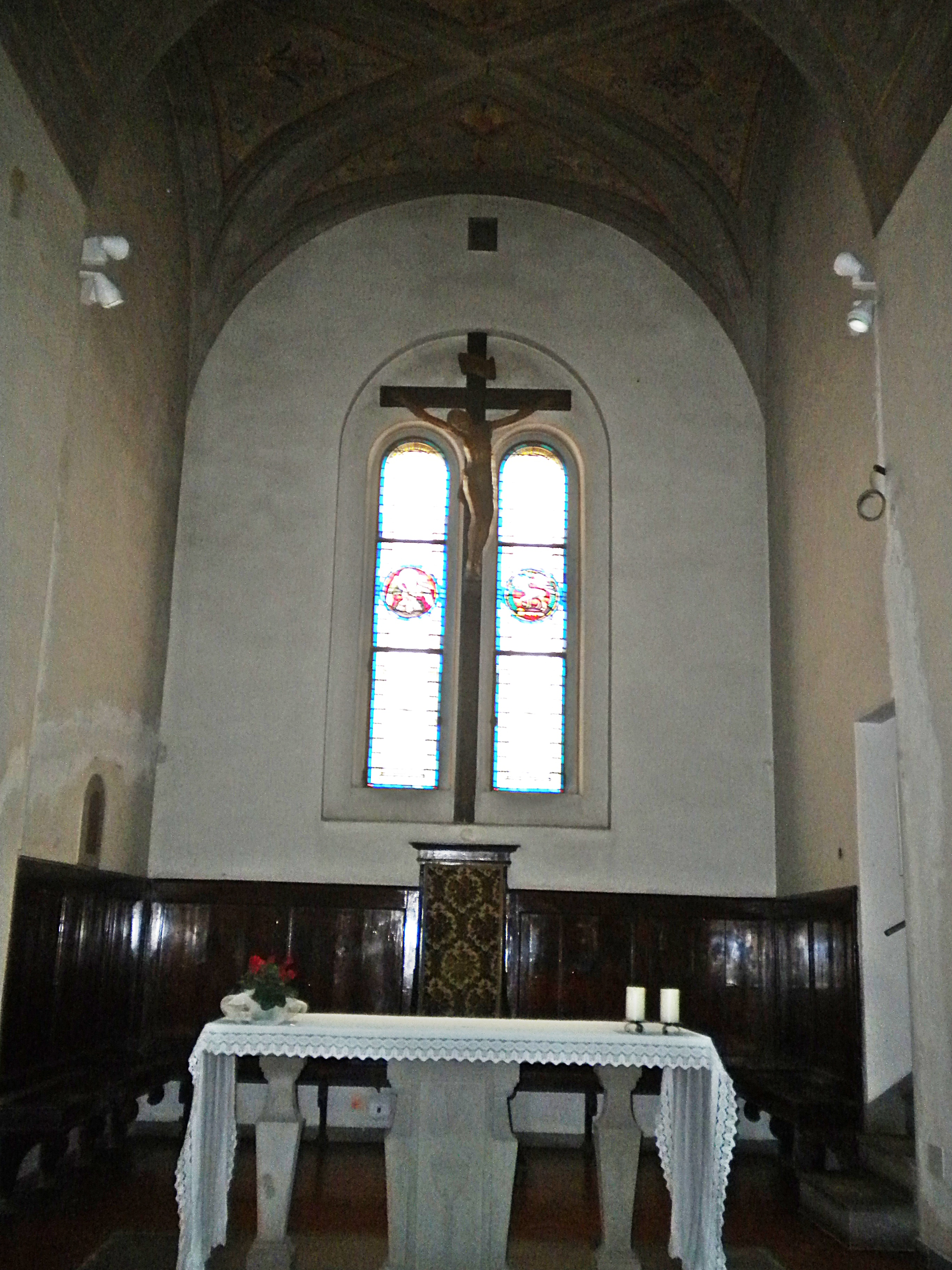
Altare e coro
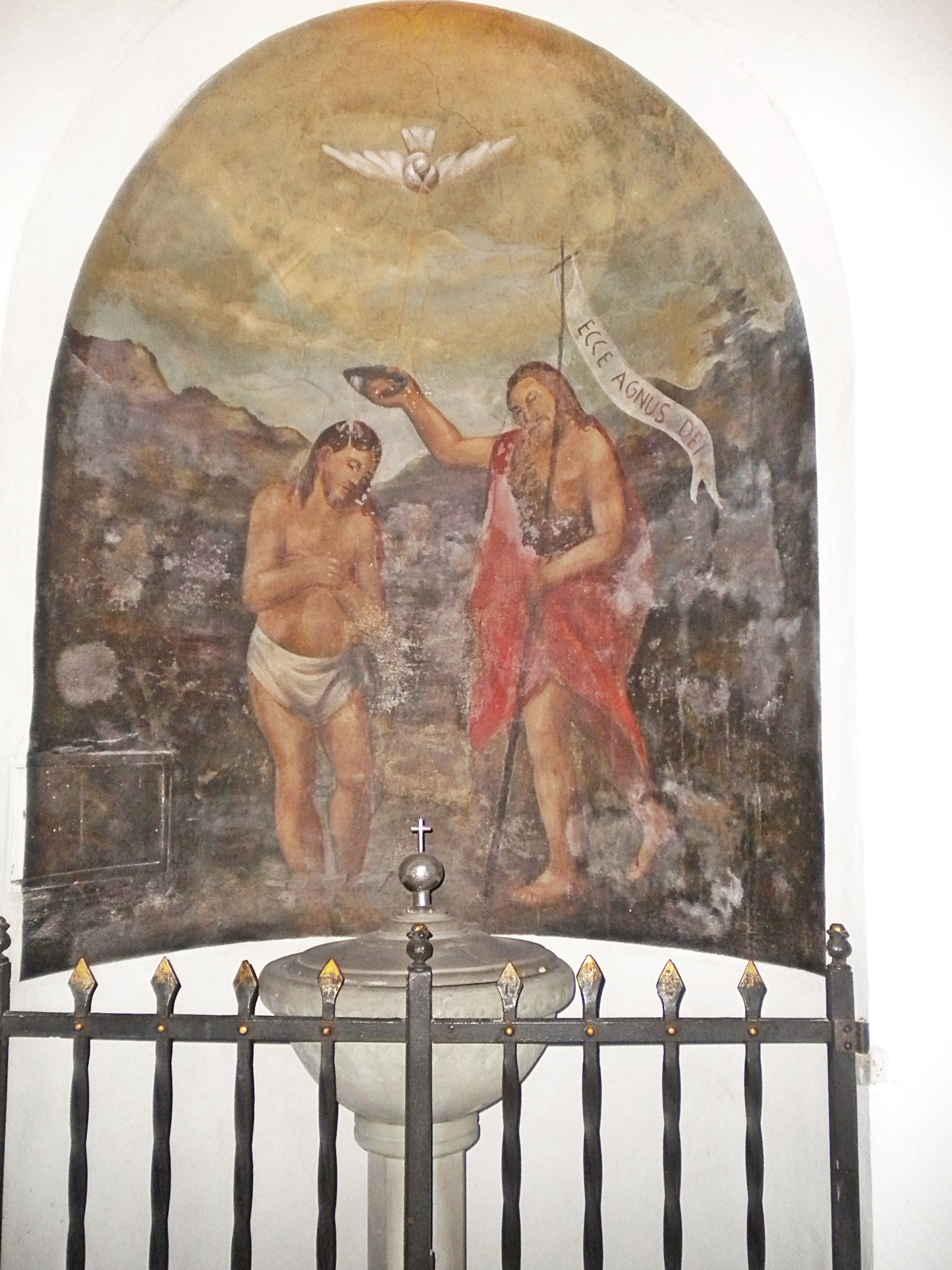
Fonte battesimale